# Rafi Perec
Rafi Perec, właśc. Refa’el Perec (hebr. רפאל „רפי” פרץ, ur. 7 stycznia 1956 w Jerozolimie) – izraelski rabin, wojskowy i polityk. Tat alluf, Naczelny Rabin Sił Obronnych Izraela w latach 2010–2016. W latach 2019–2020 minister edukacji Izraela, poseł do Knesetu w latach 2019–2021, przewodniczący Żydowskiego Domu (2019–2021) i lider Unii Partii Prawicowych. Założyciel i wieloletni dyrektor mechiny Ocem. Od 2020 do 2021 Minister ds. Jerozolimy i dziedzictwa narodowego.

## Życiorys

### Młodość
Jest jednym z czworga dzieci Josefa i Margalit. Była to rodzina tradycyjna, jednak po zapisaniu się do ruchu Bene Akiwa stał się bardziej religijny. W związku z tym zapisał się do jesziwy Natiw Me’ir w Jerozolimie. Tam też spotkał ludzi, z którymi przyszło mu współpracować później w wojsku, m.in. obecni generałowie Elazar Sztern (poseł z listy Niebiesko-Białych), Ja’ir Nawe oraz Jiszaj Ber.

### Służba wojskowa
Zaciągnął się do wojska w 1974 roku. Służbę rozpoczął w lotnictwie Sił Obronnych Izraela jako pilot śmigłowca. Jak sam wspomina, od początku chciał być pilotem, a w życiu „poza żoną i domem nie ma większej miłości niż śmigłowiec”. W trakcie swojej służby wykonywał loty transportowe i ratownicze podczas operacji Litanii w Libanie. Jednak w 1980 roku został zdemobilizowany w randze majora w celu podjęcia studiów talmudycznych. W ich trakcie przez rok studiował w narodowo-religijnej jesziwie Merkaz ha-Raw. Po 12 latach otrzymał smichę rabinacką. W 1992 roku podczas szkolenia jednostki 669 na Pustyni Judzkiej pilotował śmigłowiec, który uległ katastrofie. Podczas symulacji ewakuacji lina transportowa oderwała się, w wyniku czego zginęło 2 żołnierzy. W związku z tragedią wszczęto dochodzenie, którego rezultatem było skazanie i upomnienie.

### Działalność edukacyjna
W 1992 roku założył akademię przygotowania przedwojskowego, tzw. mechinę. Mechina Ocem mieściła się początkowo w Bene Acmona w Strefie Gazy. Swoją decyzję rabin uzasadnił tym, że wielu narodowo-religijnych żołnierzy w trakcie służby ulegało zeświecczeniu lub całkowicie odchodziło od religii. W trakcie wycofania ze Strefy Gazy w 2005 roku nakazał żołnierzom uczącym się w mechinie, aby wykonywali wszystkie rozkazy i nie ulegali namowom innych rabinów, którzy wydawali religijne nakazy nieposłuszeństwa. Sytuacja była trudna, ponieważ wielu osadników miało za złe żołnierzom i jemu, że nic nie zrobili w celu zapobieżenia ewakuacji. Po ewakuacji osiedli Perec przeniósł tymczasowo swoją mechinę do moszawu Jated. Uznał, że należy dalej przekazywać młodym ludziom postawy propaństwowe, prospołeczne.

### Naczelny Rabin Sił Obronnych Izraela
W 2010 roku został nominowany na stanowisko Naczelnego Rabina armii. Przeciwko tej decyzji do Sądu Najwyższego wystąpiły rodziny żołnierzy, którzy zginęli w 1992 roku w katastrofie.
Od początku był przeciwny ureligijnianiu armii. Uważał, że Naczelny Rabin ma za zadanie budowanie morale żołnierzy i dbanie o ich ducha bojowego, a nie zmuszanie ich do przestrzegania szabatu. Zasłynął z wydania opinii w sprawie zakazu słuchania przez żołnierzy religijnych śpiewu kobiet. Uznał, że tacy żołnierze powinni spuścić wtedy wzrok, a nie opuszczać budynek. Przeciwny był jednak tworzeniu oddziałów mieszanych dla kobiet i mężczyzn. Mieszane jednostki mogą, według niego, spowodować niechęć religijnej części społeczeństwa do służby w armii.
W trakcie operacji Ochronny Brzeg w 2014 roku musiał rozstrzygnąć kwestię śmierci dwóch żołnierzy, Hadara Goldina i Orona Sza’ula. Problem pojawił się w momencie, kiedy wokół transportera opancerzonego nie można było znaleźć obu ciał. W poszukiwania zaangażowany został Mosad, jednak armia nie mogła z tym nic zrobić. W przypadku Sza’ula Perec uznał, iż należy stwierdzić śmierć. Mimo braku ciała pozwolił rodzinie odbyć sziwę, tygodniowy okres żałoby po zmarłym. Goldionowi urządzono pogrzeb, ponieważ znaleziono rzeczy, które mogłyby należeć właśnie do niego.

### Kariera polityczna
3 lutego 2019 roku wygrał jedenastoma głosami wybory na przewodniczącego Żydowskiego Domu. Decyzja ta związana była ze wcześniejszym opuszczeniem partii przez jej poprzedniego lidera Naftalego Bennetta, który wraz z Ajjelet Szaked założył nowe ugrupowanie Nowa Prawica. Od początku swojego urzędowania podjął rozmowy na temat wspólnej listy z Unią Narodową i Becalelem Smotriczem. Wyraził również możliwość połączenia się z Żydowską Siłą Micha’ela Ben Ariego. 20 lutego Perec uznał, że jedność w ramach obozu religijnego syjonizmu jest najważniejszą wartością, dlatego poparł dołączenie Żydowskiej Siły do Zjednoczonej Prawicy.
W wyborach do Knesetu Unia Partii Prawicowych, na której czele stoi Perec otrzymała 3,7% głosów, a Żydowski Dom wprowadził 3 posłów ze wspólnej listy.
Po wyborach doszło do rozmów koalicyjnych, w których liderzy Żydowskiego Domu i Unii Narodowej wyrazili zainteresowanie Ministerstwami ds. Diaspory, Sprawiedliwości i Edukacji. Dodatkowo Perec wymagał od Benjamina Netanjahu podpisania oświadczenia, że w trakcie nowej kadencji rząd nie wycofa żadnego osiedla. 29 kwietnia oznajmił, że nie pójdzie na żadne ustępstwa i wymagać będzie otrzymania Ministerstwa Sprawiedliwości i Ministerstwa Edukacji.
Z jego inicjatywy doszło także do spotkania z przedstawicielami Szasu i Zjednoczonego Judaizmu Tory. Lider Żydowskiego Domu uznał, że partie religijne powinny stworzyć wspólny blok w negocjacjach z Netanjahu, który wymierzony będzie wobec nacjonalistycznej, ale świeckiej partii Awigdora Liebermana – Nasz Dom Izrael.
23 czerwca 2019  wszedł w skład czwartego rządu Binjamina Netanjahu jako minister edukacji. Zastąpił premiera, który czasowo sprawował tę funkcję po zdymisjonowaniu Naftalego Bennetta. Pełnił tę funkcję do 17 maja 2020 kiedy to został ministrem ds. Jerozolimy i dziedzictwa narodowego. 13 czerwca 2021 na tym stanowisku zastąpił go Ze'ew Elkin.

## Poglądy polityczne
Jego rodzina przeprowadziła się do Strefy Gazy po podpisaniu porozumień z Oslo w 1993 roku. Dlatego przeciwny był decyzji premiera Ariela Szarona o jednostronnym wycofaniu osiedli ze Strefy Gazy i Północnej Samarii. Uważa, że Żydzi mają pełne prawo do Ziemi Izraela danej przez Boga.
Twierdzi, że nie ma możliwości dla pokoju z Palestyńczykami i stworzenia jednego państwa dla dwóch narodów. Wycofanie z 2005 roku oddało Gazę w ręce Hamasu i umożliwiło mu ostrzał izraelskich miast. Dodatkowo spór toczy się w Ramli, Jafie i Jerozolimie, co sprawia, że nie ma nadziei na spokojną koegzystencję.
W 2011 roku podważył ważność Wzgórza Świątynnego dla muzułmanów. Zakwestionował także znaczenie tego miejsca dla islamu. Uznał, że Jerozolima nie jest wspomniana w żadnej części Koranu, a wielu Arabów nie ma pojęcia na temat tego, co jest zapisane w ich świętej księdze.
Popiera osadnictwo żydowskie w Judei i Samarii. Uznaje, że w każdym miejscu Ziemi Izraela Żydzi są u siebie w domu, a nie są gośćmi.
Uznaje szabat za część tradycji Żydów i Izraela, dlatego uważa, że państwo nie powinno świadczyć tego dnia usług transportowych. Nie widzi problemu w podróżowaniu prywatnym. W przypadku handlu w trakcie szabatu twierdzi, że trzeba uszanować ten dzień i „wziąć jeden dzień wolnego”. Wyraził swoje stanowisko wobec konkursu Eurowizji w trakcie szabatu. Powiedział, iż nie można desakralizować tego święta z powodu rozrywki firmowanej przez państwo.
Jest przeciwnikiem wprowadzenia instytucji ślubu cywilnego w Izraelu. Małżeństwa mieszane, jakie Żydzi zawierają poza Izraelem, nazwał drugim Holocaustem. Dodatkowo uznał, że 70 lat asymilacji Żydów w Europie doprowadziło do tego, że w ciągu II wojny światowej zginęło ich 6 milionów. Naraził się tym na krytykę ze strony szefa Agencji Żydowskiej Jicchaka Herzoga oraz środowisk żydowskich w Stanach Zjednoczonych.
Spytany o kwestie małżeństw LGBT uznał, że jest za każdym związkiem, z którego może zrodzić się potomstwo. W lipcu 2019 roku powiedział, że homoseksualizm można leczyć poprzez terapię, sam miał nawet jedną prowadzić.
Wzbudził zdziwienie środowisk prawicowych wypowiedzią na temat nielegalnych imigrantów w Izraelu. Uznał, że misją państwa jest ochrona i dbanie o tych ludzi, którzy już się znaleźli w granicach Izraela. Jednak rząd musi stworzyć rozwiązania powstrzymujące dalsze fale napływu migrantów z Azji i Afryki.
18 czerwca, po nominacji na stanowisko ministra edukacji, stwierdził, że każdy uczeń wyznający judaizm otrzyma Tanach w specjalnej uroczystości pod Ścianą Płaczu. Chłopcy powinni zrobić to w wieku 13 lat, a dziewczynki w wieku 12 lat. Uzasadnił ten plan tym, iż każdy żołnierz brygady Golani i spadochroniarze przysięgają pod Ścianą Płaczu na Tanach, a każdy żydowski uczeń powinien być powiązany ze swoim dziedzictwem.

## Życie prywatne
Żonaty z Michal, ma dwanaścioro dzieci.